# Norton Canes
Norton Canes – wieś w Anglii, w hrabstwie Staffordshire, w dystrykcie Cannock Chase. Leży 18 km na południowy wschód od miasta Stafford i 182 km na północny zachód od Londynu.